# Campidoglio (Concord)
Il Campidoglio di Concord (in inglese New Hampshire State House) è la sede governativa dello Stato del New Hampshire, negli Stati Uniti d'America.
Fu completato nel 1819 dall'architetto Stuart Park e costruito in stile neoclassico.